# Ahmed Essadek
Ahmed Essadek (ur. 9 kwietnia 1980) – marokański piłkarz, grający jako prawy pomocnik w Unionie Mohammédia.

## Klub

### Union Mohammédia, Al Qadsia i Kawkab Marrakesz
Zaczynał karierę w Unionie Mohammédia.
29 września 2006 roku dołączył do kuwejckiego Al Qadsia.
2 lutego 2007 roku został zawodnikiem Kawkabu Marrakesz.

### Olympic Safi
23 grudnia 2009 roku przeszedł do Olympic Safi.
W sezonie 2011/2012 wystąpił w 13 spotkaniach, w których dwukrotnie asystował.
W sezonie 2012/2013 zagrał 26 meczów, w których również asystował dwukrotnie.

### Powrót do Unionu
14 stycznia 2014 roku powrócił do Unionu Mohammédia.